# Wellenkuppe
Wellenkuppe är en bergstopp i Schweiz.   Den ligger i distriktet Visp och kantonen Valais, i den södra delen av landet, 100 km söder om huvudstaden Bern. Toppen på Wellenkuppe är 3 903 meter över havet, eller 107 meter över den omgivande terrängen. Bredden vid basen är 0,31 km.
Terrängen runt Wellenkuppe är huvudsakligen mycket bergig. Närmaste större samhälle är Zermatt, 6,0 km öster om Wellenkuppe. 
Trakten runt Wellenkuppe består i huvudsak av gräsmarker. Runt Wellenkuppe är det glesbefolkat, med 10 invånare per kvadratkilometer.